# Luther (sèrie de televisió)
Luther és una sèrie de televisió britànica de gènere policíac estrenada el 4 de maig del 2010 a la cadena BBC One. La protagonitza Idris Elba, qui interpreta el detectiu John Luther. La sèrie compta amb la participació d'actors com Elliot Cowan, Nicola Walker, Paul Rhys, Sean Pertwee, Sam Spruell, Mark Rowley, Alexandra Moen, Ross McCall, Oliver Stark i Ned Dennehy, entre d'altres. Al novembre del 2014, es va anunciar que la sèrie tindria una quarta temporada i es va estrenar en el 2015. A finals de 2017 es va anunciar la cinquena temporada, de quatre capítols. Es va començar a filmar a Londres, a començaments de gener del 2018 i es va emetre el 2019.

## Argument
John Luther és un detectiu que treballa per a la Unitat de Delictes Greus en la primera temporada i en la Unitat de Delictes en Sèrie, Luther viu dedicat al seu treball i té gran capacitat. Però de vegades és obsessiu i perillós quan es deixa portar per les seves fixacions. Mai no ha pogut evitar endinsar-se en la foscor dels crims als quals s'enfronta.
Per a Luther, la feina sempre ocupa un lloc prioritari. I per això ha pagat un preu alt per la seva dedicació. La seva feina és tant una benedicció com una maledicció per a ell i per a les persones que l'envolten.

## Personatges

### Personatges principals
| Actor            | Personatge       | Feina                     | No. d'episodis | Temporada      |
| ---------------- | ---------------- | ------------------------- | -------------- | -------------- |
| Idris Elba       | John Luther      | Detectiu inspector en cap | 16             | 2010 - present |
| Dermot Crowley   | Martin Schenk    | Detectiu superintendent   | 13             | 2010 - present |
| Rose Leslie      | Emma Lane        | Detectiu sergent          | 2              | 2015 - present |
| Laura Haddock    | Megan Cantor     | -                         | 2              | 2015 - present |
| Darren Boyd      | Theo Bloom       | Detectiu inspector        | -              | 2015 - present |
| John Heffernan   | Steven Rose      | -                         | -              | 2015 - present |
| Patrick Malahide | George Cornelius | -                         | -              | 2015 - present |

- Idris Elba com a Detectiu inspector en cap John Luther. El detectiu John Luther treballa en la Unitat de Crims Greus de Londres. Té un do especial per resoldre casos complexos a partir de petites proves i indicis. Però la seva fixació a l'hora de resoldre els casos li porta a perdre de vista els límits entre el bé i el mal.
- Dermot Crowley com a Detectiu superintendente Martin Schenk.Schenk treballa per a la comissió de recerca d'assumptes interns en la primera temporada i passa a dirigir la Unitat de Delictes en Sèrie en la segona i tercera temporada.

### Personatges recurrents
| Actor          | Personatge                         | Treball              | No. d'episodis | Temporada      |
| -------------- | ---------------------------------- | -------------------- | -------------- | -------------- |
| Michael Smiley | Benjamin "Benny"/"Deadhead" Silver | Expert en tecnologia | 12             | 2010 - present |

### Antics personatges principals
| Actor               | Personatge       | Treball                  | No. d'episodis | Temporada   |
| ------------------- | ---------------- | ------------------------ | -------------- | ----------- |
| Warren Brown        | Justin Ripley    | Detectiu sergent         | 15             | 2010 - 2013 |
| Ruth Wilson         | Dr. Alice Morgan | Investigadora científica | 14             | 2010 - 2019 |
| Paul McGann         | Mark North       | Advocat de drets humans  | 9              | 2010 - 2011 |
| Nikki Amuka-Bird    | Erin Gray        | Detectiu inspector       | 8              | 2011 - 2013 |
| Steven Mackintosh   | Ian Reed         | Detectiu inspector       | 7              | 2010        |
| Saskia Reeves       | Rose Teller      | Detectiu superintendent  | 7              | 2010        |
| Indira Varma        | Zoe Luther       | Advocada humanitària     | 7              | 2010        |
| Sienna Guillory     | Mary Day         | -                        | 4              | 2011        |
| David O'Hara        | George Stark     | Detectiu superintendent  | 4              | 2013        |
| Aimee-Ffion Edwards | Jenny Jones      | Actriu pornogràfica      | 4              | 2011        |
| Kierston Wareing    | Caroline Jones   | -                        | 4              | 2011        |
| David Dawson        | Toby Kent        | -                        | 3              | 2011        |
| Pam Ferris          | Bava             | -                        | 3              | 2011        |

- Warren Brown com el Detectiu sergent Justin Ripley.Justin és un jove i ambiciós detectiu. Format en psicologia forense i criminologia, coneix la teoria de resolució de crims dels últims cinquanta anys. Es convertirà en el col·laborador més lleial de Luther.
- Ruth Wilson com Alice Morgan.Alice va ser una autèntica nena prodigi. Als 13 anys va ser admesa a la Universitat d'Oxford on amb 18 anys va rebre un doctorat en astrofísica. Treballa com a becària en una universitat londinenca. En la primera temporada de la sèrie, Alice apareix com a sospitosa de l'assassinat dels seus pares. Un acte dut a terme amb una intel·ligència que Luther és incapaç de trobar proves definitives de la seva culpabilitat. El seu interès i obsessió per ell la portaran a convertir-se en la seva aliada en més d'una ocasió.
- Steven Mackintosh com a Detectiu inspector Ian Reed. Ian és el millor amic de John. Tots dos estan vinculats per una llarga història en comú. Ian cobreix les esquenes de John i en innombrables ocasions el treu de dificultats.
- Indira Varma com Zoe Luther. Zoe va conèixer a John a la Universitat. La seva relació semblava perfecta fins que la feina de John l'introdueix en un món fosc i cruel. Té a veure amb com John es tanca cada vegada més en si mateix.
- Paul McGann com Mark North. Mark és un advocat especialitzat en drets humans. Un home atractiu, encantador i tímid, que està enamorat de Zoe.
- Saskia Reeves com a Detectiu superintendent Rose Teller. La investigadora Rose Teller és la superior de Luther en la primera temporada. És la connexió entre els caps de la policia i els agents que arrisquen les seves vides diàriament als carrers.
- Nikki Amuka-Bird com a Detectiu inspector Erin Gray. La detectiva Gray treballa a les ordres de Luther en la segona temporada, però no comparteix els mètodes que utilitza el seu cap. En la tercera temporada forma part de la Unitat d'Assumptes Interns, i té com a missió arrestar Luther.
- David O'Hara com a Detectiu superintendent George Stark. Stark és un policia dur i agressiu que lidera l'operació d'Assumptes Interns que pretén arrestar a Luther en la tercera temporada.

### Antics personatges recurrents
| Actor            | Personatge         | Treball                 | No. d'episodis | Temporada |
| ---------------- | ------------------ | ----------------------- | -------------- | --------- |
| Alan Williams    | Frank Hodge        | -                       | 3              | 2011      |
| Matthew Marsh    | Russell Cornish    | Detectiu superintendent | 3              | 2010      |
| Steven Robertson | Nicholas Millberry | -                       | 2              | 2011      |
| Elliot Cowan     | Tom Marwood        | -                       | 2              | 2013      |

## Episodis
- La primera temporada, de sis episodis, va ser emesa per la BBC 1 des del 4 de maig al 8 de juny de 2010.
- La segona temporada, formada per quatre capítols, va aparèixer en la BBC 1 en l'estiu de 2011.
- La tercera temporada, formada per quatre capítols, va aparèixer en la BBC 1 en l'estiu de 2013.
- La quarta temporada, formada per dos capítols, es va emetre per la BBC 1 a la fi de 2015.
- La cinquena temporada, formada per quatre capítols, es va emetre des de l'1 de gener de 2019 a 4 de gener de 2019.

## Premis
La sèrie ha rebut 10 premis i 41 nominacions, l'actor Idris Elba va guanyar el Globus d'Or al "millor actor de minisèries" durant la cerimònia del 2012.

## Producció
El productor Neil Cross va comentar que la creació del personatge de Luther es va veure influïda pels personatges de Sherlock Holmes i Colombo. La intel·ligència de Luther i la seva manera especial de resoldre els casos seria comparable a la d'Holmes, mentre que l'estructura de la sèrie, en la qual el criminal és revelat a l'inici de cada història, l'emparentaria amb Colombo.
La sèrie es va rodar a Londres i la va produir la BBC.
Neil Cross va tenir la idea original i va escriure tots els capítols emesos fins ara. L'any 2012 Cross va publicar la novel·la Luther: l'origen, on es narren els esdeveniments immediatament anteriors a l'inici de la sèrie.